# Abu-Abd-Al·lah VI
Abu-Abd-Al·lah VI fou sultà abdalwadita de Tlemcen per poc temps el 1540 i altre cop el 1543 (maig a desembre) i nominalment fins al gener del 1544.
El seu pare Abu-Muhàmmad II va morir el 1540 i va deixar dos fills, Abu-Abd-Al·lah Muhàmmad i Abu-Zayyan Àhmad. El primer era el gran i l'hereu legítim i fou proclamat sultà com Abu-Abd-Al·lah VI, però el segon, que tenia el suport d'otomans, marabuts i diversos xeics no va dubtar en defensar les seves pretensions amb les armes i en poc temps va enderrocar a Abu-Abd-Al·lah VI ocupant el seu lloc com Abu-Zayyan III. El deposat sultà va fugir a Orà con fou ben acollit pel governador Martín Alonso Fernández de Córdoba Montemayor y Velasco, comte d'Alcaudete al que va prometre posar-se sota vassallatge d'Espanya si era reposat al tron, i el governador li va prometre que l'ajudaria.
Carles V va donar el vistiplau a l'operació i es va mobilitzar un exèrcit per reposar al sultà al tron de Tlemcen. Mil homes de la guarnició i 400 àrabs es van posar en marxa cap a Tlemcen sota el comandament d'Alfonso de Martínez (gener de 1543); Abu-Abd-Al·lah VI havia assegurat que molts homes se li unirien pel camí però el cert és que gairebé ningú va comparèixer. Un exèrcit minvat fou doncs el que va haver d'enfrontar a l'exèrcit de Tlemcen, deu vegades superior en nombre; la batalla va tenir lloc al després conegut com a Congost de la Carn; tots els espanyols foren massacrats i els pocs que van poder fugir van portar a Orà la notícia de la derrota (gener de 1543). Quan Carles V va saber la derrota va decidir enviar un altre exèrcit que es va embarcar immediatament i en dos dies va arribar a Orà, i el 27 de gener el governador va sortir de la plaça amb aquestes forces que pujaven a 14.000 homes més 500 cavallers; va avançar fustigat per l'enemic, va travessar el riu Isser i es va presentar davant Tlemcen. Allí es va lliurar batalla, que va durar tres hores, al final de la qual els espanyols van quedar amos del camp, que estava cobert de cadàvers. Abu-Zayyan III no va voler sostenir un setge i es va retirar al desert d'Angad. Els espanyols van prometre respectar la vida i béns dels habitants i van poder entrar a Tlemcen, però els soldats no van respectar la promesa dels seus caps i van fer saquejos i matances i esclavitzant a tots els que van trobar. Abd-Al·lah VI fou restablert com a sultà. Després de 40 dies de descans les tropes espanyoles van sortir a empaitar a Abu-Zayyan III al que van trobar prop del Muluya i el van derrotar decisivament (si bé el príncep va poder fugir) però a costa de perdre molts homes; va retornar a Orà i fou fustigat per tot el camí arribant a Orà amb un exèrcit delmat i fatigat.
Abu-Zayyan III es presentava com el campió nacional musulmà contra el seu germà, titella dels cristians. Va reunir així milers de partidaris a les províncies occidentals i aviat va poder avançar cap a Tlemcen amb un exèrcit i va assetjar la ciutat, però Abu-Abd-Al·lah VI va sortir, el va enfrontar i el va derrotar. Fins i tot va perseguir a Abu-Zayyan III sense poder-lo agafar. Però quan retornava a la ciutat es va trobar les portes tancades (desembre de 1543). Abandonat pels seus partidaris, Abu-Abd-Al·lah VI es va haver de retirar amb els fidels que li van seguir fent costat cap a Orà i Abu-Zayyan III fou cridat a Tlemcen on va ser aclamat altre cop (gener de 1544).
La data de la mort d'Abu Abd-Al·lah no és coneguda.